# Holger Kube Ventura
Holger Kube Ventura  (* 21. August 1966 in Dreieich) ist ein deutscher Kunsthistoriker und Kurator.

## Leben und Wirken
Kube Ventura studierte von 1987 bis 1994 Kunst und Anglistik, sowie Kunstgeschichte und Erziehungswissenschaft an der Universität Kassel.  Ab 1994 war er als Kurator oder Mitarbeiter an verschiedenen Ausstellungsprojekten und Festivals beteiligt, unter anderen am Kasseler Dokumentarfilm- und Videofest (1994, 1997, 2004 und 2007), an Monitoring (1997), Sub Fiction (1998) und an Falster Versuchsgelände (1999). Als freier Kurator des Kasseler Kunstvereins im Fridericianum war er von 1994 bis 1996 tätig. In den Jahren 1996 und 1997 arbeitete er als Kunstvermittler bei der documenta X. Von 1997 bis 2000 war er Kurator im Vorstand des Kasseler Kunstvereins und Doktorand an der Universität Konstanz. 2001 wurde er mit der Studie Politische Kunst Begriffe – in den 1990er Jahren im deutschsprachigen Raum promoviert.
Von  2001 bis 2003 war Holger Kube Ventura künstlerischer Leiter und Geschäftsführer der Werkleitz Gesellschaft – Zentrum für künstlerische Bildmedien Sachsen-Anhalt. In diesem Rahmen kuratierte er die 5. Werkleitz Biennale 2002. Von 2004 bis 2009 war Kube Ventura Programm- und Projektkoordinator bei der Kulturstiftung des Bundes in Halle (Saale), bevor er im April 2009 Direktor des Frankfurter Kunstvereins wurde. Er schied dort auf eigenen Wunsch zum November 2014 aus; seine Nachfolgerin wurde Franziska Nori. Von März 2016 bis September 2017 war Kube Ventura künstlerischer Leiter der Tübinger Kunsthalle, bevor Nicole Fritz diese Position übernahm. Im November 2017 trat er die Leitung der neugeschaffenen Sammlung für konkrete Kunst der Stadt Reutlingen an.

## Veröffentlichungen
- Uwe Hermanns, Holger Kube Ventura, Gerhard Wissner (Hrsg.): Dekonstruktion & Video. Filmladen, Kassel: 1994
- Bernhard Balkenhol, Holger Kube Ventura (Hrsg.): Surfing Systems: Die Gunst der 90er – Positionen zeitgenössischer Art, Stroemfeld, Frankfurt am Main, 1996, ISBN 3-87877-576-8.
- Holger Kube Ventura: Politische Kunst Begriffe – in den 1990er Jahren im deutschsprachigen Raum. Edition Selene, Wien, 2002, ISBN 3-85266-173-0.
- Marcus Hahn, Susanne Klöpping, Holger Kube Ventura (Hrsg.): Theorie – Politik, Selbstreflexion und Politisierung kulturwissenschaftlicher Theorien, Narr, Tübingen, 2002, ISBN 3-8233-5711-5.
- Werkleitz Gesellschaft, Holger Kube Ventura (Hrsg.): Zugewinngemeinschaft. 5. Werkleitz Biennale. Werkleitz, Halle, 2002
- Werkleitz Gesellschaft, Holger Kube Ventura (Hrsg.): Das tätowierte Schwein. Edition Selene, Wien, 2003, ISBN 3-85266-222-2.
- Frankfurter Kunstverein, Holger Kube Ventura (Hrsg.): Sven Johne: Berichte zwischen Morgen und Grauen / Reports from the Crack of Dawn, Revolver, Berlin, 2010, ISBN 978-3-86895-073-1.
- Susanne Gaensheimer, Nikolaus Hirsch, Holger Kube Ventura (Hrsg.): New Frankfurt Internationals: Stories and Stages, 2010, Frankfurter Kunstverein, Museum für Moderne Kunst, Städelschule, Frankfurt am Main, 2010
- René Zechlin, Sabine Schaschl, Holger Kube Ventura (Hrsg.): Über die Metapher des Wachstums / On the Metaphor of Growth, Merian, Basel, 2011, ISBN 978-3-85616-534-5.
- Lilian Engelmann, Klaus Günther, Holger Kube Ventura, Peter Siller (Hrsg.): Demonstrationen. Vom Werden normativer Ordnungen / Demonstrations. Making Normative Orders, Verlag für moderne Kunst, Nürnberg, 2012, ISBN 978-3-86984-288-2.
- Frankfurter Kunstverein, Holger Kube Ventura (Hrsg.): Kunstgeschichten im Steinernen Haus. Kehrer, Heidelberg, 2013, ISBN 978-3-86828-392-1.
- Holger Kube Ventura, Stiftung Kunsthalle Tübingen (Hrsg.): Kapitalströmung. Wasmuth, Tübingen, 2017, ISBN 978-3-8030-3389-5.
- Holger Kube Ventura, Stiftung Kunsthalle Tübingen (Hrsg.): Shirin Neshat. Frauen in Gesellschaft,  Wasmuth, Tübingen, 2017, ISBN 978-3-8030-3391-8.
- Holger Kube Ventura: Arbeiten aus System. Konkrete Kunst 1954–2011.  Wasmuth, Tübingen, 2018, ISBN 978-3-8030-3400-7.
- Holger Kube Ventura: Malereikonkrethochdrei. Vom Bild zum Raum. Kerber, Bielefeld, 2019, ISBN 978-3-7356-0582-5.
- Holger Kube Ventura (Hrsg.): Ignacio Uriarte: Verwaltungstakte / Administrative Tact, Kunstmuseum Reutlingen | konkret, 2019, ISBN 978-3-939775-73-7.
- Holger Kube Ventura: Fotografie des Gegenwärtigen / Photography of Presence. Edition Cantz, Berlin, 2019, ISBN 978-3-947563-62-3.
- Holger Kube Ventura: Gläserne Härten. Konkrete Kunst als Medium. Wasmuth & Zohlen, Berlin, 2020, ISBN 978-3-8030-3407-6.
- Holger Kube Ventura (Hrsg.) für Kunstmuseum Reutlingen | konkret: Peter Buggenhout: nicht geheuer / eerie. DCV, Berlin, 2021, ISBN 978-3-947563-93-7.
- Holger Kube Ventura (Hrsg.) für Kunstmuseum Reutlingen | konkret: Gianni Caravaggio: Als Natur jung war / When Nature Was Young. Hirmer, München 2021, ISBN 978-3-7774-3782-8.
- Holger Kube Ventura: Vom Verrinnen. Zeitkonzepte der Gegenwartskunst / On Trickling Away. Concepts of Time in Contemporary Art, DCV, Berlin 2022, ISBN 978-3-96912-066-8.
- Holger Kube Ventura (Hrsg.) für Kunstmuseum Reutlingen | konkret: Vera Leutloff: Farbe in Bewegung / Colour in Motion, Wienand, Köln 2022, ISBN 978-3-86832-713-7.
- Holger Kube Ventura (Hrsg.) für Kunstmuseum Reutlingen | konkret: Home@Museum. Eine Privatsammlung wohnlich ausgestellt. Kunstmuseum Reutlingen | konkret, 2023, ISBN 978-3-939775-79-9.
- Holger Kube Ventura: Konkrete Progressionen. François Morellet & Vera Molnar, Manfred Mohr & Hartmut Böhm, DCV, Berlin 2023, ISBN 978-3-96912-138-2.
- Holger Kube Ventura (Hrsg.) für Kunstmuseum Reutlingen | konkret: Bernard Aubertin: Rouge et plus, Kerber, Bielefeld 2024, ISBN 978-3-7356-0960-1.
- Holger Kube Ventura: "Das Quadrat muss den Raum beherrschen!" Aurélie Nemours und Zeitgenossen, DCV, Berlin 2024, ISBN 978-3-96912-203-7.
- H. Kube Ventura (Hrsg.): Christian Wulffen: Gegenstände zum gedanklichen Gebrauch. Wienand, Köln 2025, ISBN 978-3-86832-822-6.